# Veronica olgensis
Veronica olgensis är en grobladsväxtart som beskrevs av Komarov. Veronica olgensis ingår i släktet veronikor, och familjen grobladsväxter. Inga underarter finns listade i Catalogue of Life.

## Bildgalleri

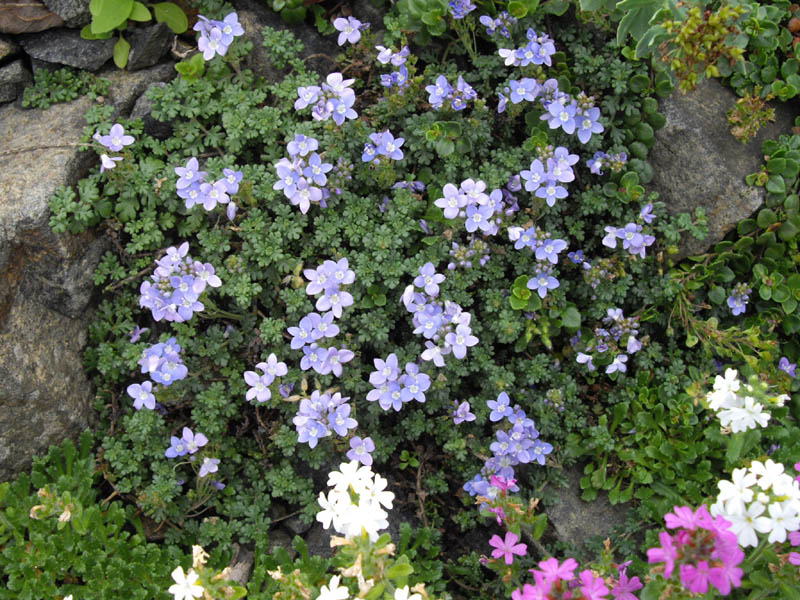
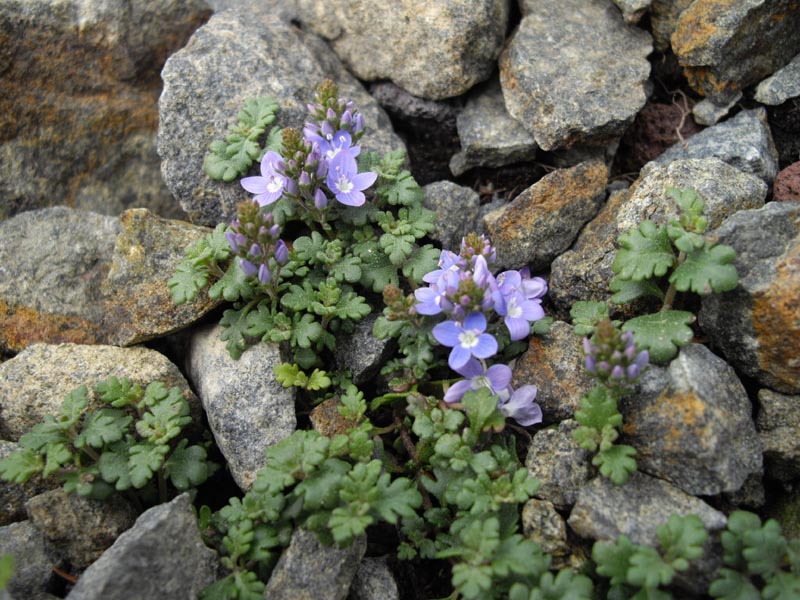